# Volo ALM 980
Il volo ALM Antillean Airlines 980 era un volo programmato per volare dall'Aeroporto Internazionale John F. Kennedy di New York all'Aeroporto Internazionale Principessa Giuliana di Sint Maarten, nelle Antille Olandesi, il 2 maggio 1970. Dopo diversi tentativi di atterraggio infruttuosi, il carburante dell'aereo si esaurì e l'aereo effettuò un atterraggio di fortuna (noto come ammaraggio) nel Mar dei Caraibi a 48 km (30 mi; 26 nmi) da Saint Croix, con 23 vittime e 40 sopravvissuti. L'incidente è uno dei pochi casi di ammaraggio intenzionale di aerei di linea a reazione.

## L'aereo e l'equipaggio
L'aereo era un Douglas DC-9-33CF bimotore, operato per conto della ALM Antillean Airlines dalla Overseas National Airways (ONA), con un aereo e un equipaggio di volo ONA e un equipaggio di cabina dell'ALM. Il suo numero di serie era 47407, il suo numero di linea era 457, e fu prodotto il 23 gennaio 1969. Venne registrato negli Stati Uniti con il codice di registrazione FAA N935F.
Il volo trasportava 57 passeggeri e 6 membri dell'equipaggio. L'equipaggio di volo era composto dal capitano Balsey DeWitt (37), dal primo ufficiale Harry Evans II (25) e dal navigatore Hugh Hart (35).

## Il volo e l'ammaraggio
Il volo 980 partì normalmente dall'aeroporto John F. Kennedy e proseguì senza incidenti verso i Caraibi, sebbene il DC-9 dovette scendere a una quota inferiore a sud delle Bermuda per evitare temporali, aumentando il tasso di consumo di carburante. Dopo che al volo fu concessa l'autorizzazione alla discesa a 10.000 piedi (3.000 m), il controllo del traffico aereo regionale (ATC) avvisò che le condizioni meteorologiche a Sint Maarten erano al di sotto dei minimi di atterraggio, un insieme di criteri che determinano se l'atterraggio è possibile. Il comandante DeWitt decise di dirottare su San Juan, ma poco dopo la torre di controllo di Sint Maarten li informò che le condizioni meteorologiche erano migliorate a sufficienza per poter atterrare. Il volo effettuò un avvicinamento iniziale all'aeroporto, ma non riuscì a vedere la pista in tempo per allinearsi per l'atterraggio e dichiarò un mancato avvicinamento.
Il volo 980 tentò di atterrare una seconda volta, ma anche stavolta non riuscirono ad allinearsi con la pista. Dopo aver interrotto quell'avvicinamento, l'equipaggio effettuò un terzo tentativo, ma l'aereo era troppo alto per atterrare in sicurezza. Dopo aver valutato la situazione meteorologica e del carburante, i piloti decisero di deviare verso Saint Croix, ricevendo un vettore di avvicinamento e l'autorizzazione all'atterraggio. A questo punto notarono una possibile discrepanza tra gli indicatori del carburante e quella che era stata calcolata come la quantità di carburante rimasta nei serbatoi. DeWitt informò il controllore della sua intenzione di far ammarare l'aereo e iniziò un avvicinamento basso sull'acqua, ammarando alle 15:49 ora locale, 30 miglia a est di Saint Croix.
Sebbene i piloti avessero acceso i segnali di allacciare le cinture di sicurezza appena prima dell'atterraggio, nella cabina rimase incerto su quando o se l'aereo avrebbe toccato terra. Il sistema di comunicazione dal cockpit non funzionava, quindi i passeggeri non ricevettero alcun avviso dell'imminente ammaraggio. Di conseguenza, un numero imprecisato di passeggeri e membri dell'equipaggio erano in piedi o avevano le cinture di sicurezza slacciate quando l'aereo colpì l'acqua.
In quel lasso di tempo il mare era agitato a causa delle movimentate condizioni meteorologiche. L'aereo rimase relativamente intatto dopo l'atterraggio in acqua, ma presto affondò a circa 5.000 piedi (1.500 m) di profondità e non venne mai recuperato. L'incidente provocò 23 vittime e 37 feriti, con 40 sopravvissuti in totale. Sia i piloti che il navigatore sopravvissero. I sopravvissuti rimasero a galleggiare nel mare turbolento e infestato dagli squali con i loro giubbotti di salvataggio fino all'arrivo dei soccorsi. Il recupero dei sopravvissuti in elicottero iniziò approssimativamente alle 12:00, da una a due ore dopo l'ammaraggio, e l'ultimo sopravvissuto, il primo ufficiale Evans, fu recuperato circa 1 ora dopo. Gli elicotteri vennero guidati sul luogo del salvataggio da un aereo della Pan American Airways, il cui pilota segnalò l'ammaraggio via radio, quindi sorvolò la scena fino all'arrivo dei soccorsi per guidare i soccorritori.
Gli sforzi di salvataggio coinvolsero unità della United States Coast Guard, della United States Navy e dello United States Marine Corps, e un certo numero di sopravvissuti furono portati a terra con un elicottero.

## Indagini e conseguenze
Le indagini sull'incidente vennero affidate al National Transportation Safety Board (NTSB) statunitense. Il rapporto concluse che la causa dell'incidente era da ricercarsi in una pessima gestione del carburante, complicata dalla disattenzione e dalla distrazione dell'equipaggio dovute alle condizioni meteorologiche e ai molteplici cambi di rotta. Tra i problemi specifici citati rientrano un calcolo errato del tasso di consumo di carburante, una lettura errata degli indicatori del carburante e un calcolo errato della quantità di carburante che si prevedeva sarebbe avanzata nei serbatoi al momento dell'atterraggio.
Nel rapporto dell'NTSB si affermava:
L'NTSB concluse pure che le possibilità di sopravvivenza nell'incidente peggiorarono drasticamente per via della scarsa coordinazione tra l'equipaggio prima e durante l'ammaraggio.
Le raccomandazioni contenute nel rapporto includevano l'aggiunta della voce "avvertire i passeggeri" alla check-list delle procedure per gli atterraggi di emergenza e gli ammaraggi, l'obbligo di non far partire i voli senza un sistema di diffusione sonora funzionante e l'eliminazione graduale di un vecchio tipo di cintura di sicurezza allora in uso a favore di modelli più moderni.
DeWitt fu licenziato sei settimane dopo l'ammaraggio e non pilotò mai più un aereo.

## Nella cultura popolare
L'ammaraggio è stato rappresentato in un film. L'ammaraggio del volo 980 è presente nel primo episodio della stagione 1 del documentario di The Weather Channel Why Planes Crash. L'episodio, prodotto e diretto da Caroline Sommers e intitolato "Brace for Impact", è andato in onda nel luglio 2009. Contiene un'intervista esclusiva con il capitano Balsey DeWitt.